# Steve von Bergen
Steve von Bergen (Neuchâtel, 10 juni 1983) is een voormalig Zwitsers voetballer die als verdediger speelde. Hij speelde voor Neuchâtel Xamax, FC Zürich en Hertha BSC. Met FC Zürich en BSC Young Boys won hij vier nationale kampioenschappen (2006, 2007, 2018, 2019). In 2006 debuteerde hij in het Zwitsers voetbalelftal.

## Clubcarrière
Steve von Bergen maakte zijn debuut in het betaald voetbal in 2000 bij het Zwitserse Neuchâtel Xamax in de Raiffeisen Super League. Aldaar speelde hij in 126 duels. Na enkele seizoenen in Zürich gespeeld te hebben vertrok Von Bergen in de zomer van 2007 naar Hertha BSC, waar hij op 25 augustus zijn debuut maakte tegen Arminia Bielefeld (2–0 verlies). In Berlijn speelde hij ruim zestig wedstrijden. In het seizoen 2010/11 speelde hij voor het Italiaanse AC Cesena. Op 28 augustus 2010 maakte Von Bergen zijn debuut in het competitieduel tegen AS Roma. In dit duel, dat eindigde in een 0–0 gelijkspel, stond hij in de basis en werd hij niet gewisseld. In juni 2013, na drie seizoenen in de Italiaanse competitie gespeeld te hebben en in 2012 en 2013 voor US Palermo uitgekomen te zijn, tekende Von Bergen een contract voor vijf jaar bij BSC Young Boys. In het seizoen 2013/14 speelde hij in 35 van de 36 competitieduels.

## Interlandcarrière
Von Bergen maakte zijn debuut in de Zwitserse nationale ploeg op 6 september 2006 in de vriendschappelijke thuiswedstrijd tegen Costa Rica (2–0 winst). Hij verving Patrick Müller in de 70ste minuut. Op het wereldkampioenschap voetbal 2010 speelde hij met zijn land in de groepsfase tegen alle drie de tegenstanders. In mei 2014 werd Von Bergen door bondscoach Ottmar Hitzfeld opgenomen in de selectie voor het wereldkampioenschap voetbal 2014 in Brazilië. Op dat toernooi speelde hij uiteindelijk in de groepsfase in de duels tegen Ecuador (1–2 winst) en tegen Frankrijk (5–2 verlies).

## Erelijst
FC Zürich
- Landskampioen

2006, 2007